# 에다노 유키오
에다노 유키오(일본어: 枝野 幸男 えだの ゆきお[*], 1964년 5월 31일~)는 일본의 변호사이자 정치인으로, 현 입헌민주당 소속 중의원 의원이며 대표을 역임했다. 과거엔 간 제2차 개조 내각의 내각관방장관, 내각부 특명담당대신 (오키나와 및 북방 대책 담당, 행정 쇄신 담당), 경제산업대신, 민주당 간사장, 민주당 정책 조사회장 등을 역임한 바 있다.

## 인물과 경력
도치기현의 우쓰노미야시 출신으로, 도호쿠 대학 법학부를 졸업하고 변호사가 되어 도쿄의 법률 사무소에 취직하였다. 1993년 일본신당에 입당해, 그 해 치러진 제40회 중의원 의원 총선거에서 구 (舊) 사이타마 5구에 출마했으며, 당시 신생당 소속이었던 우에다 기요 (上田清司, 2011년 기준으로 사이타마현 지사)의 뒤를 잇는 2위로 중의원 의원에 첫 당선되었다.
1994년 자민당, 사민당, 신당 사키카케가 연립한 무라야마 내각이 출범하자, 에다노는 신당 사키카케에 합류해 정책조사회 부회장이 되었다.  1996년 구 민주당에 참여했으며, 그 해 총선거에서 사이타마 5구에서 비례 부활로 당선되었다. 1997년 구 민주당 정조 회장이 되었으며, 1998년 민주당 결성에 참여해 정책조사회 필두 부회장이 되었다.
2000년 제43회 중의원 의원 총선거에서 중의원 의원에 세 번째 당선되었으며, 2004년 당 헌법 조사회장이 되었다. 2005년 제44회 중의원 의원 총선거에서 5번째 당선됐으며, 같은 해 정권 전력 및 보도 담당 간사장 대리가 되었다. 2009년 중의원 의원 총선거에서 6번째 당선되었다.
2009년 9월 하토야마 유키오 내각이 출범하면서 당초 각료로 기용될 견해가 강했으나 기용되지 않았으며, 같은 해 10월 당시 행정쇄신담당대신이었던 센고쿠 요시토에 의해 내각부에 설치된 행정쇄신회의 (行政刷新会議)의 사업구분팀 통괄역에 임명되었다. 사업 구분에서는 예산 편성 과정을 공개해 일본 국민의 주목을 끎으로써 하토야마 내각의 지지율 하한선을 유지하였다.
2010년 1월, 센고쿠 요시토가 국가전략담당대신을 겸임하게 되었고, 에다노는 행정쇄신담당대신에 기용되었다. 그 해 5월 말 하토야마 내각이 퇴진하자, 후임으로 마에하라 세이지, 오카다 가쓰야와 함께 간 나오토를 지지하였고, 6월에는 간 나오토 밑에서 간사장이 되었다. 9월 내각 개조와 동시에 간사장에서 물러났으며, 후임 간사장 오카다 가쓰야의 요청으로 간사장 대리가 되었다.
2011년 1월 행해진 내각 개조에 의해 간 내각 제2차 개조 내각의 내각관방장관이 되었으며, 3월 마에하라 세이지가 현금 문제로 사임하자 외무대신을 겸하기도 하였다. 2011년 3월 11일 도호쿠 지방 태평양 해역 지진과 후쿠시마 제1 원자력 발전소 사고가 발생하자 사태 해결 지휘와 정부 대변인 역할을 맡고 있다.
2011년 4월, 에다노는 지방 선거 참패에 따른 간 나오토의 총리 퇴진 가능성을 일축했으며, 일본 정부가 후쿠시마 제1 원자력 발전소 사고 이후 뒤늦은 조처와 은폐 의혹으로 계속해서 국내외의 비난을 받자 사태를 심각한 수준에 이르게 한 데 대해 국제 사회와 시민들에게 사과하였다.
이후 2012년, 2014년의 중의원 선거에서 민주당 소속으로 당선되었지만 2016년 민진당으로 옮긴 후 2017년 제48회 일본 중의원 의원 총선거에서 입헌민주당(立憲民主党) 후보로 출마해 사이타마현 제5구에서 당선되었고 10월에는 입헌민주당(일본어: 立憲民主党)의 초대 대표가 되었다. 하지만 2021년 제49회 일본 중의원 의원 총선거에서 입헌민주당으로 사이타마현 제5구에 출마해 10선 당선되었지만 총선 패배의 책임을 지고 2021년 11월 2일에 대표직에서 사퇴를 했다.

## 역대 선거 결과
|  | 16.1% |

|  | 25.17% |

|  | 45.52% |

|  | 56.41% |

|  | 48.68% |

|  | 59.15% |

|  | 45.37% |

|  | 46.09% |

|  | 57.40% |

|  | 51.38% |

|  | 50.98% |

## 같이 보기
- 일본신당
- 오카다 가쓰야
- 간 나오토
- 하토야마 유키오 내각
- 간 내각
- 2011년 도호쿠 지방 태평양 앞바다 지진
- 후쿠시마 제1 원자력 발전소 사고